# MKM Stadium
Le MKM Stadium, anciennement KC Stadium puis KCOM Stadium, est un stade omnisports situé à Kingston-upon-Hull en Angleterre.
Principalement utilisé pour le football et le rugby à XIII, c'est depuis 2003 le domicile de Hull City Association Football Club du Championnat d'Angleterre de football et de Hull FC évoluant en Super League.

## Histoire
L'idée d'édifier un nouveau stade à Kingston-upon-Hull a d'abord été suggérée en 1997, mais les fonds nécessaires pour financer un tel projet furent disponibles uniquement lorsque le conseil municipal (City Council) a vendu une partie de ses avoirs de Kingston Communications. La ville a fourni la plupart des fonds, soit plus de £42 millions, le reste provenant des subventions du gouvernement et du Football Stadium Improvement Fund.

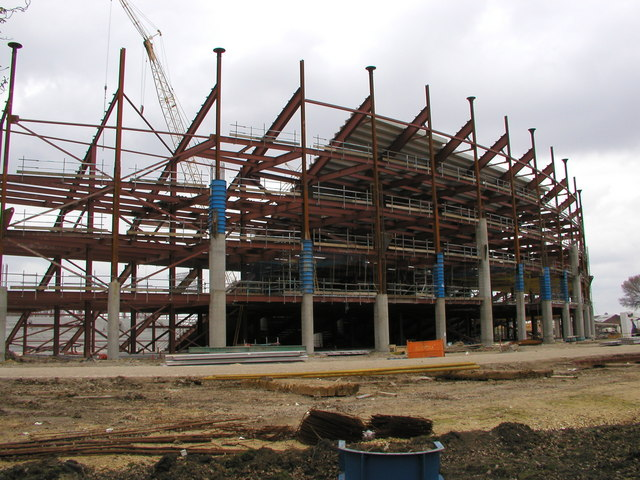
KC Stadium en construction

Le conseil a nommé John Topliss à la tête du projet de construction du stade. Lui et son équipe ont fait appel au cabinet de conseil Drivers Jonas afin d'aborder les questions préliminaires telles que l'emplacement du stade ou la capacité.
L'équipe examina plus d'une douzaine de sites potentiels, à l'intérieur et l'extérieur de la ville, avant de s'installer sur The Circle à West Park. La recommandation finale de Drivers Jonas avait inclus des équipements additionnels pour les sports d'intérieur et d'extérieur à West Hull, en plus du stade principal prévu pour accueillir de 25 000 à 30 000 spectateurs. L'entreprise Arup a fourni le concept initial des propositions pour le stade. Miller Partnership, un cabinet d'architecture et de design d'intérieur, a adopté celle-ci au cours de la conception du nouvel écrin.
Le permis de construire a été accordé en décembre 2000, avec Birse Construction Limited désigné comme le maître d'ouvrage l'année suivante.
En dépit d'un certain nombre d'obstacles au cours du projet, y compris le séquestre du Hull City Association Football Club en 2001 (juste après l'octroi du permis de construire), le complexe a été achevé à temps (en quatorze mois) et le budget respecté (environ £44 millions de livres). Le stade a ouvert ses portes le 18 décembre 2002. Hull City a battu Sunderland A.F.C. 1 à 0 lors d'un match amical pour l'occasion. Steve Melton a marqué le premier but au KC Stadium.

## Évènements
- Concert de Elton John, 19 juillet 2003
- Tri-Nations de rugby à XIII, 2004 et 2005
- Concert de Bon Jovi, 13 juin 2006

## Galerie

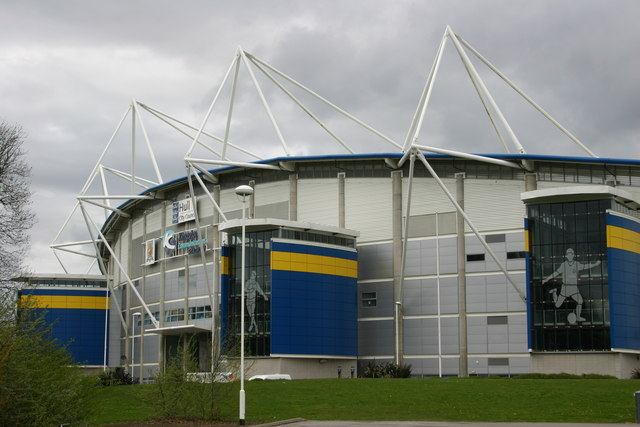
KC Stadium
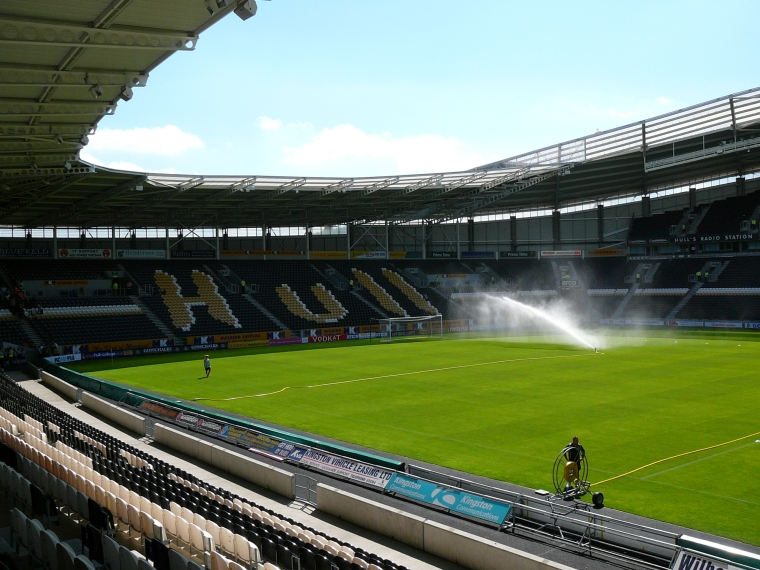
MKM South Stand
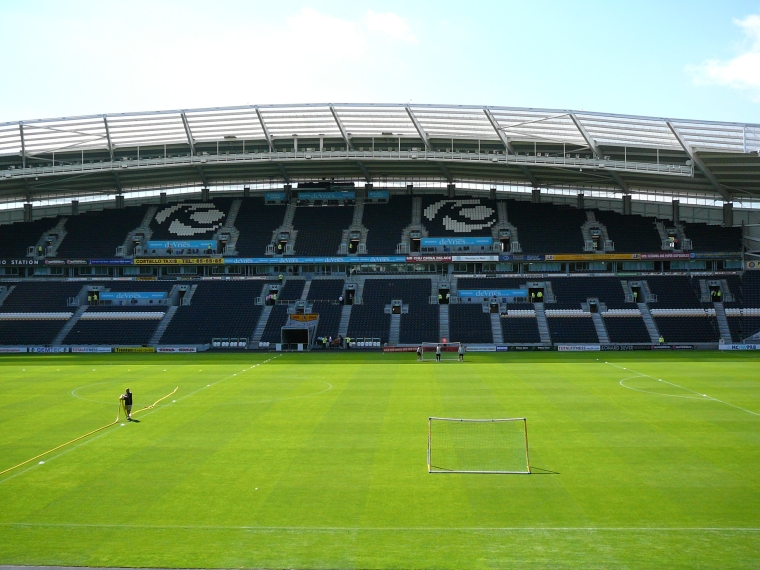
deVries Honda West Stand
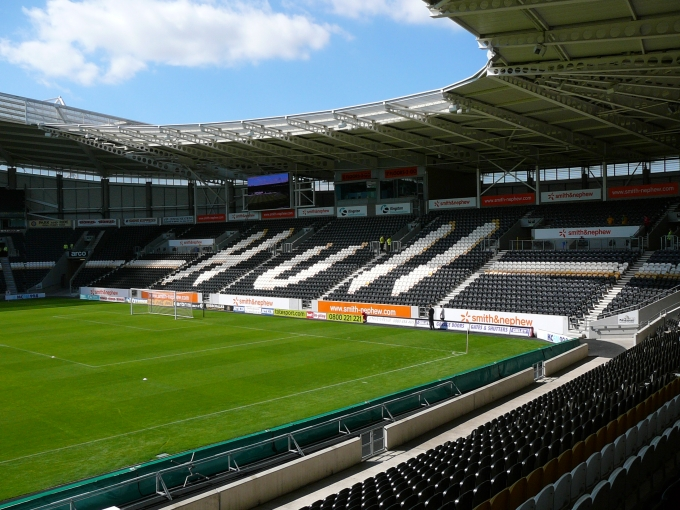
Smith & Nephew North Stand
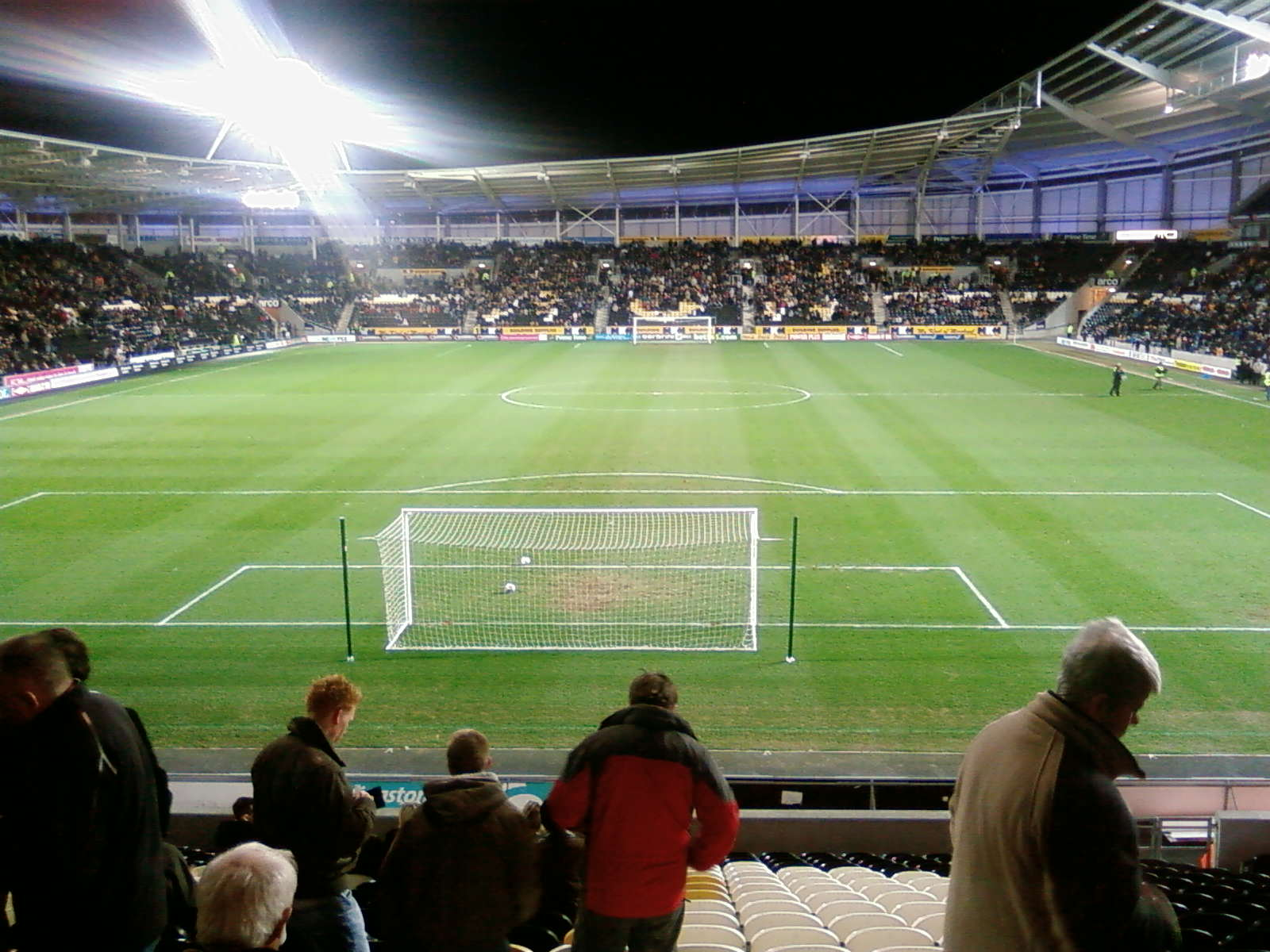
Le stade avant un match contre Burnley le 4 mars 2008
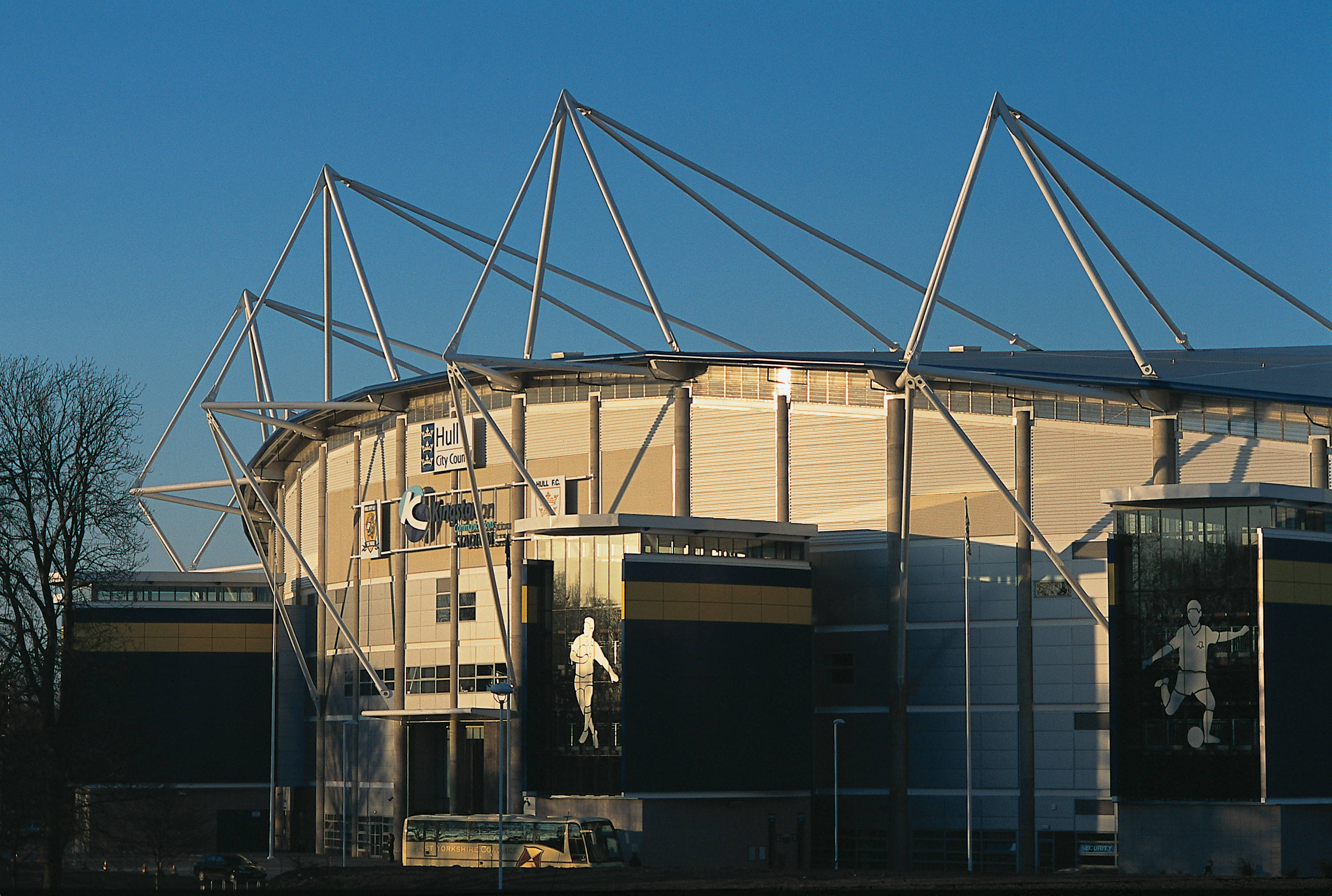
KC Stadium
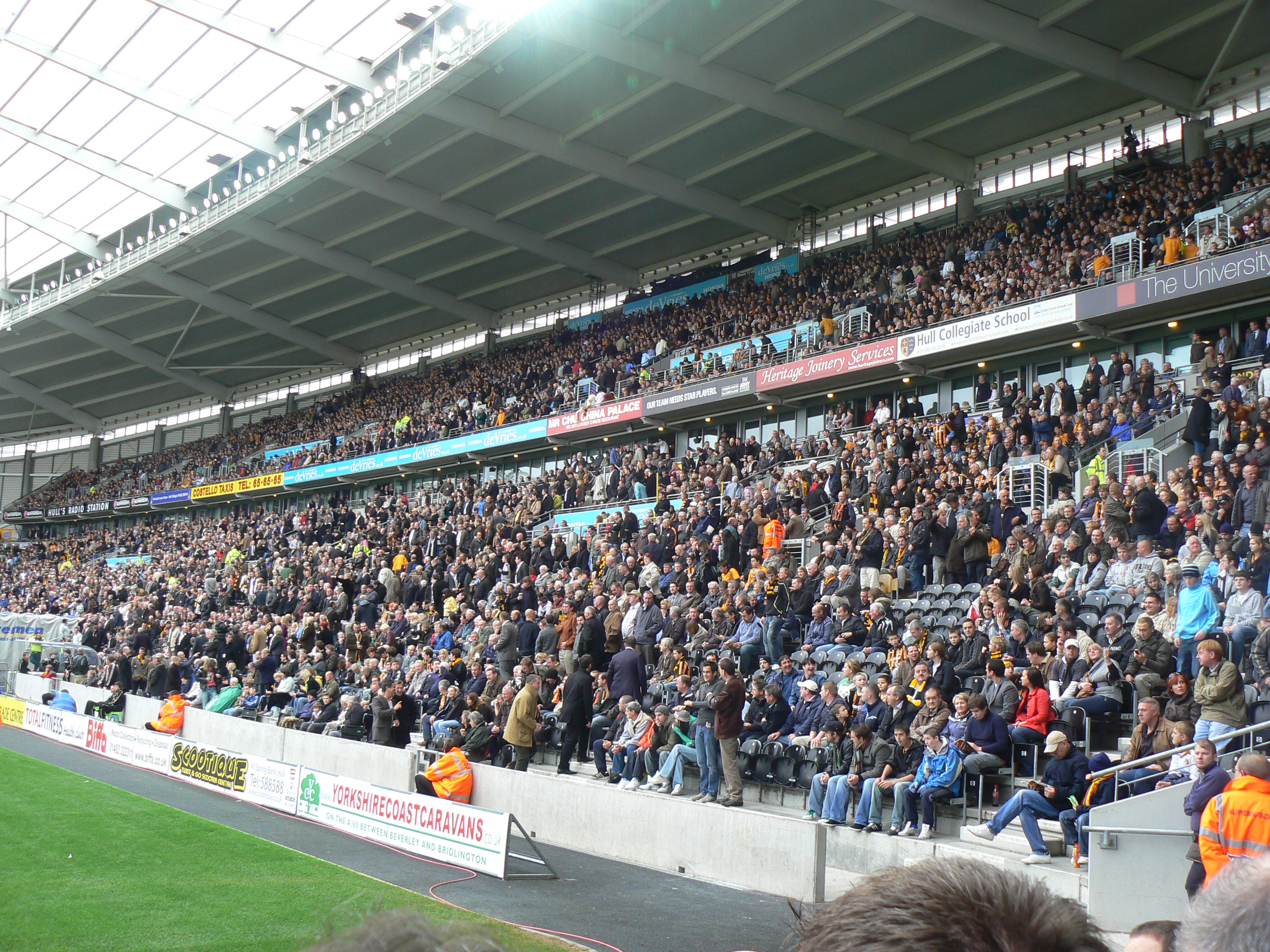
West Stand avant le match contre West Ham le 19/10/2008